# Tribunal ecclésiastique de Provins
Le tribunal ecclésiastique de Provins est un édifice situé à Provins, en France.

## Localisation
L'édifice est situé dans la ville-haute de Provins, en Seine-et-Marne, au 6 rue du Palais.

## Historique
Les vestiges du tribunal sont inscrits au titre des monuments historiques en 1931.